# Laurent Férou
Laurent Férou, né aux Côteaux en 1765, mort le 16 janvier 1807,  est un officier révolutionnaire d'Haïti durant la Révolution haïtienne. 

## Biographie
Laurent Férou naît dans la ville des Côteaux en 1766.
En 1779, âgé seulement de quatorze ans, il fait partie du contingent expéditionnaire des chasseurs-volontaires pour aller prendre part à la guerre d'indépendance américaine. Sous les ordres du comte Charles Henri d’Estaing, il sert dans les troupes d'esclaves noirs affranchis de Saint-Domingue lors du Siège de Savannah, où il combat l’armée britannique qui avait capturé la ville de Savannah en Géorgie. Il participe ensuite à de nombreuses actions et opérations militaires contre les Anglais qui attaquaient régulièrement Saint-Domingue. 
En 1799, il est nommé capitaine dans l'armée de André Rigaud.
En 1802, Férou commande l'insurrection populaire haïtienne contre les forces françaises. Il remporte plusieurs succès militaire contre les forces franco-polonaises. Face à la vengeance du peuple haïtien contre les Français, il sauve plus d'un Français d'exécution sommaire. Dans la crainte d’un retour des Français qui hantait les esprits et dans le cadre de la défense du territoire national, il élève le fort Marfranc au Cœur de la chaine de Macaya, dans la vallée de la Grand'Anse.
En 1806, épuisé par la maladie, Férou pousse la ville de Jérémie à se rebeller contre le général haïtien et président Jean-Jacques Dessalines.
Il meurt le vendredi 16 janvier 1807. Il a été inhumé dans le Fort Marfranc.